# Mimopydna essa
Mimopydna essa är en fjärilsart som beskrevs av Swinhoe 1896. Mimopydna essa ingår i släktet Mimopydna och familjen tandspinnare. Inga underarter finns listade i Catalogue of Life.